# Anatole Lewitsky
Anatole Lewitsky, né à Bogorodskoïe le 22 août 1901 et mort le 23 février 1942, est un résistant français, d'origine russe.

## Biographie
Chrétien orthodoxe, fils d'un sénateur du tzar, il étudie à la Sorbonne et obtient en 1931 une licence de lettres avant d'entrer à l'École des hautes études.
Anthropologue, il fonde en 1937 avec Boris Vildé et Yvonne Oddon le groupe de résistance du musée de l'Homme et représente la France en 1938 au Congrès international des sciences anthropologiques et ethnologiques à Copenhague.
Ses travaux sur le chamanisme le rendent célèbre et il fait des conférences dans les musées d'Allemagne, des Pays-Bas et d'Angleterre.
Naturalisé Français en 1939, arrêté le 10 février 1941, il est condamné à mort et fusillé avec Léon-Maurice Nordmann, Georges Ithier, Jules Andrieu, René Sénéchal, Pierre Walter et Boris Vildé le 23 février 1942, au fort du Mont-Valérien.
Ils sont enterrés au cimetière d’Ivry-sur-Seine.

## Vidéographie
- Frères d'armes - Anatole Lewitsky, série Frères d'Armes, film-portrait raconté par Dany Laferrière, co-réalisé par Pascal Blanchard et Rachid Bouchareb, 2016, 2 minutes. [voir en ligne]